# Franz Gratzer (Politiker, 1952)
Franz Gratzer (* 28. Jänner 1952 in Waidhofen an der Ybbs; † 3. Mai 2013 in Amstetten) war ein österreichischer Politiker (SPÖ). Gratzer war von 2003 bis 2013 Abgeordneter zum Landtag von Niederösterreich.

## Leben
Gratzer besuchte nach der Volksschule eine Hauptschule und absolvierte in der Folge eine Höhere Technische Lehranstalt (HTL), die er mit der Matura abschloss. Er arbeitete als Techniker in München und bei der Firma Umdasch/DOKA in Amstetten. Danach war er Einkäufer bei IFE AG in Waidhofen an der Ybbs und wurde 1984 Werkstättenlehrer in der HTBLuVA in Waidhofen an der Ybbs.

## Politik
Gratzer engagierte sich politisch zunächst in der Sozialistischen Jugend in Hollenstein an der Ybbs und war als Angestelltenbetriebsrat und Personalvertreter aktiv. 1978 zog er in den Gemeinderat von Hollenstein ein, wurde 1989 Vizebürgermeister und war ab 1996 bis 2013 Bürgermeister. In der Region Ybbstal setzte er sich bis zuletzt intensiv für den Fortbestand der Ybbstalbahn ein. Er vertrat die SPÖ vom 24. April 2003 bis zum 23. April 2013 im niederösterreichischen Landtag.

## Privates
Er lebte in Hollenstein an der Ybbs, wo er auch Bürgermeister war. Er war verheiratet und Vater zweier Söhne und einer Tochter. Gratzer starb an den Folgen eines Sturzes.